# Коробков, Максим Иванович

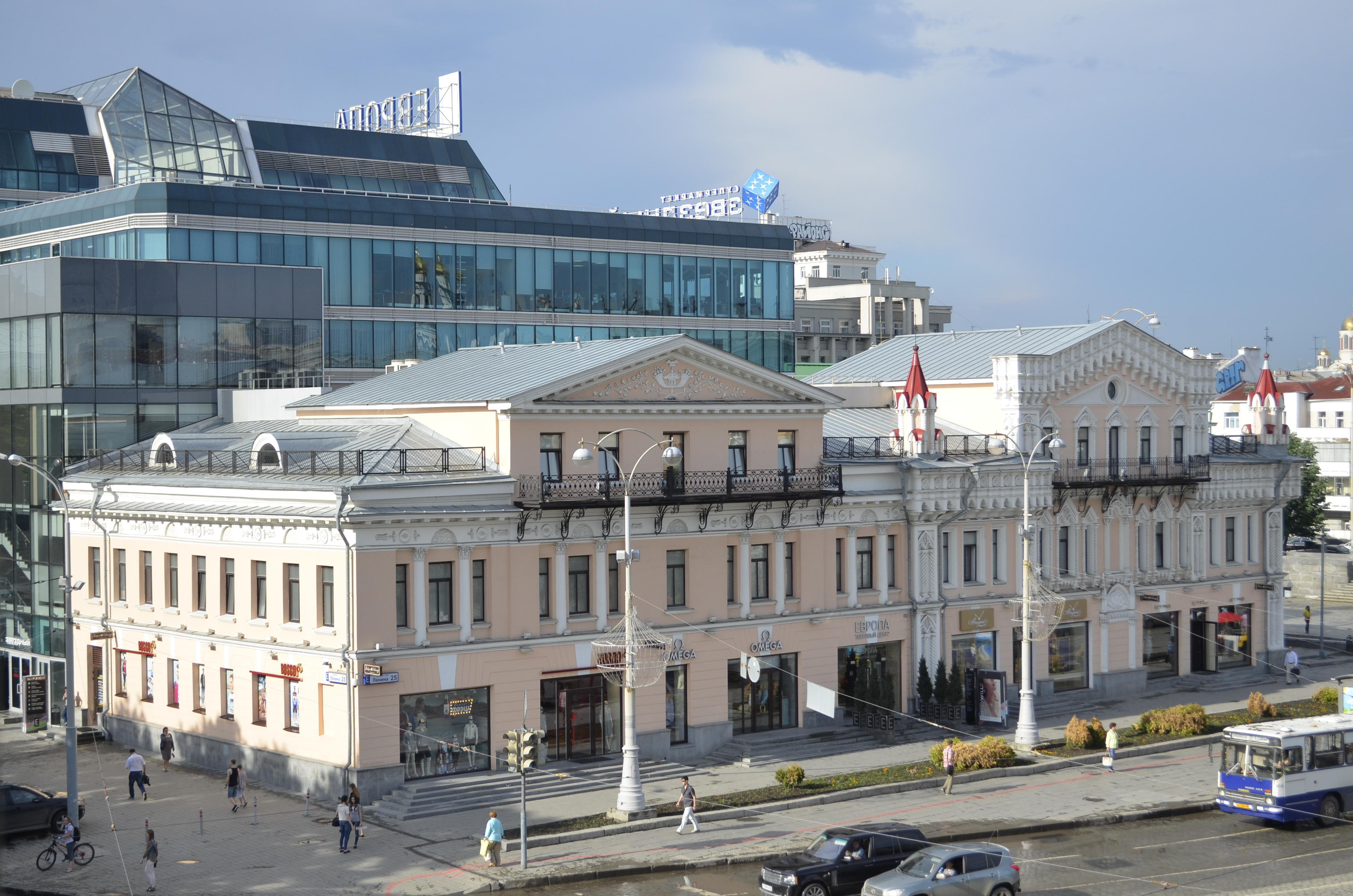
Бывший дом купцов Коробковых (справа) в Екатеринбурге (проспект Ленина, 25)

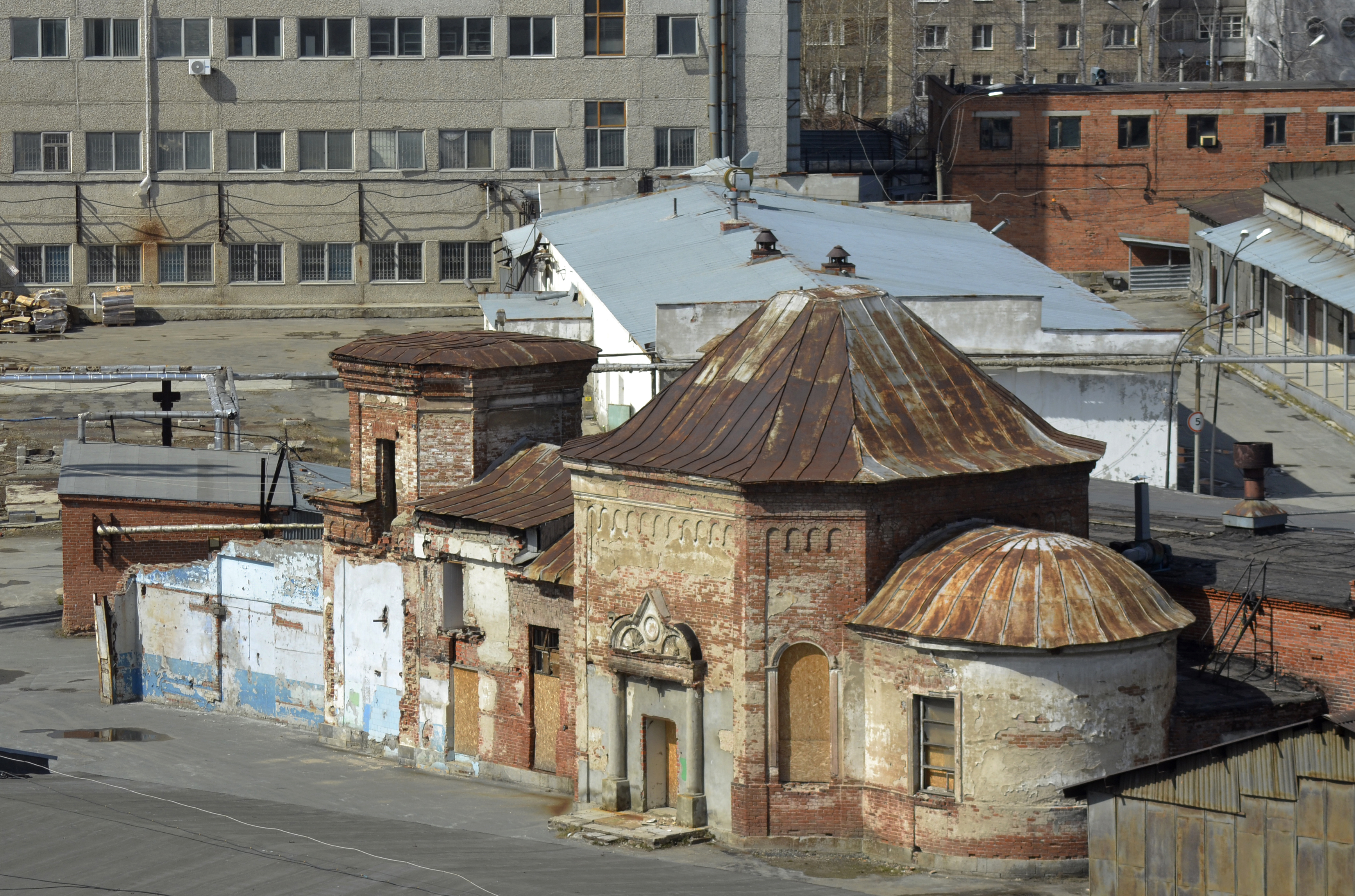
Михайло-Архангельская церковь в Екатеринбурге, построенная на средства М. И. Коробкова

Макси́м Ива́нович Коробков (1797, Екатеринбург, Пермская губерния — 1 [13] августа 1847, Москва) — российский купец и государственный деятель, городской голова Екатеринбурга в 1844—1847 годах.

## Биография
Родился в 1797 году в Екатеринбурге в семье купца И. И. Коробкова. Предки Коробковых происходили и тульских посадских людей. Двоюродная прабабка Максима Ивановича Евдокия Тарасовна Коробкова была первой женой А. Н. Демидова. Дед Иван Карпович Коробков вместе с детьми некоторое время был записан в екатеринбургское купечество, но в 1807 году выбыл обратно в мещанство.
В 1826 году совместно с младшим братом Полиэктом (Полиэвктом) записался в 3-ю гильдию екатеринбургского купечества. В августе 1834 года Максим Иванович направил в городскую Думу прошение о переводе во 2-ю гильдию. После уплаты налогов прошение было удовлетворено. В 1830-х годах совместно с братом и партнёрами из местных купеческих семей Рязановых, Казанцевых и Харитоновых участвовал в формировании Екатеринбургской золотопромышленной компании, ставшей одной из значимых организаций Урала в середине XIX века.
Активно участвовал в общественной жизни Екатеринбурга. Софинансировал строительство городского театра, служил сборщиком рекрутской подати и городским старостой. В 1832—1835 годах занимал должность ратмана магистрата при городском голове А. Т. Рязанове. Последний был свояком Коробкова, что считают одной из причин успешности Коробкова.
В октябре 1838 года одновременно с сыновьями Я. М. Рязанова перешёл из беглопоповщины в единоверие. В 1844 году был избран городским головой Екатеринбурга, сменив на этом посту Я. М. Рязанова. В сентябре 1845 года в качестве градоначальника совместно с В. А. Глинкой принимал в Екатеринбурге герцога Максимилиана Лейхтенбергского, зятя Николая I, производившего ревизию уральских горных заводов.
Скончался 1 августа 1847 года в Москве, куда отправился на лечение, не дожив до окончания срока полномочий городского головы. Причиной смерти стало заражение крови, вызванное фурункулёзом. В своём завещании он выделил 5270 рублей на строительство кладбищенского храма.

## Память
Фамилия купцов Коробковых сохранилась в названии известного здания Екатеринбурга. Братья Коробковы выкупили один дом, выходивший фасадом на Торговую площадь, в 1828 году, после чего занялись его перестройкой. Максим Иванович открыл здесь магазин колониальных товаров с лавкой. Осенью 1843 года в доме Коробкова в честь его именин состоялось первое в Екатеринбурге выступление театральной группы П. А. Соколова из Казани.
До 1919 года Коробковской называлась современная улица Октябрьской Революции в Екатеринбурге.

## Семья
Был женат на Марии Семёновне, с которой воспитал дочь Анну. После смерти Коробкова его жена унаследовала земельный участок стоимостью 15 тысяч рублей, дом стоимостью более 17 тысяч рублей он завещал дочери.
В 1820-х годах Семён Алексеевич Петров, будущий купец второй гильдии, завещавший впоследствии весь свой капитал на строительство Верх-Исетского сиротско-воспитательного дома, младенцем был подброшен к дому Коробкова. Максим Иванович оставил мальчика на воспитание.